# Gunnar Andersen (backhoppare)
Gunnar Andersen (född 26 februari 1909 - död 1988) var en norsk backhoppare. Han representerade Modum Skiklubb och Geithus Idrettslag. Han blev världsmästare i backhoppning 1930.

## Karriär
Gunnar Andersson deltog i skid-VM 1930 på hemmaplan i Oslo. Han blev världsmästare i Holmenkollen endast 0,6 poäng före landsmannen Reidar Andersen och 5,9 poäng före bronsvinnaren Sigmund Ruud.